# 国場幸太郎
国場 幸太郎（こくば こうたろう、1900年12月19日 - 1988年8月2日）は、沖縄県出身の昭和の実業家。国場組の創業者で、沖縄県商工会議所連合会長などを歴任。具志堅宗精・宮城仁四郎・大城鎌吉とともに「沖縄財界四天王」と称される。
瀬長亀次郎の側近で伊佐浜土地闘争を率いた沖縄人民党の国場幸太郎 (1927-2008) とは同姓同名の別人である。

## 経歴・人物

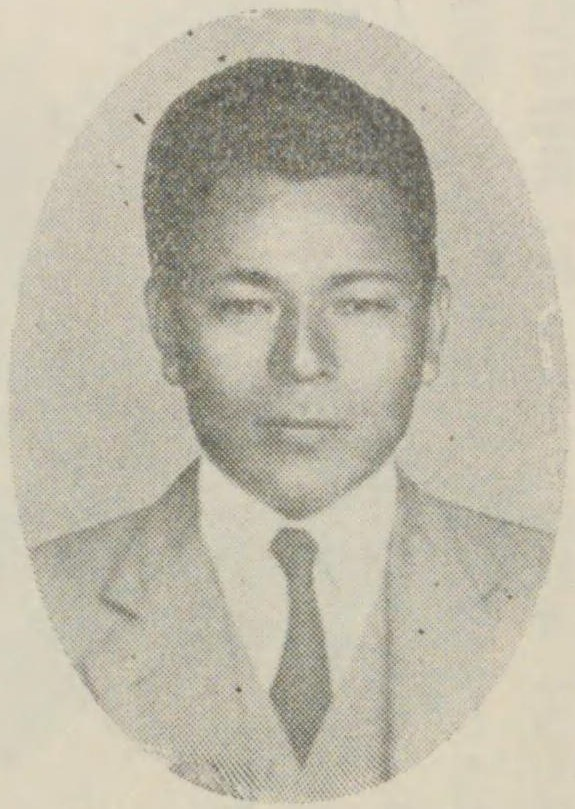
戦前の国場幸太郎

国場幸直・ツル夫妻の長男として、沖縄県国頭郡国頭村で生まれる。高等小学校卒業後、12歳で大工見習の奉公に出て、17歳で棟梁となる。宮古島に渡り、20歳の時に城辺村 （現・宮古島市）の福嶺小学校の校舎再建を手がけたのが最初の請負工事であった。
2年間、兵役で熊本工兵隊に勤め、1923年に除隊後、上京する。同年は関東大震災により空前の復興需要で沸いており、国場は安藤組・鹿島組・大林組で働いた。

### 國場組の創立
1931年7月2日、弟の国場幸吉・幸裕とともに3人の名義で沖縄県で国場組を設立。旧日本軍の沖縄での基地建設を中心に請け負い、小禄飛行場（現・那覇空港）や読谷飛行場を手がけ、その成功を足掛かりに、沖縄の飛行場関係工事のその大部分、嘉手納飛行場、伊江島飛行場、西原飛行場、城間飛行場の建設工事に関わった。
1945年、沖縄戦では最後の連絡機で本土に渡る。熊本で終戦を迎える。親族と社員は国頭地方の山中に避難し、沖縄戦の戦闘にまきこまれることはなかった。
1946年8月、幸太郎は米軍占領下の沖縄に密航で帰郷し、9月に石川市で事業再開。同年12月、幸太郎は米軍から那覇港の港湾作業員の総支配人 (那覇港湾作業隊総支配人) に任命された。米軍那覇港湾施設の便宜のため沖縄民政府は特殊行政区「みなと村」を設置し、幸太郎は「みなと村」の村長も兼任した。1950年8月1日、港湾作業は請負制となり、みなと村は3年で解消、國場組に港湾作業部が設置された。
1950年に建設業を再開し、以後、米軍基地や民間・官庁の建設工事を請け負う。映画・観光・海運にも進出し、1968年に国場組を株式会社に改組し、同社社長および国場一族で占める17社からなる「国和会」の総帥となった。

## 参照項目
親族
- 国場幸昌 - 弟。元衆議院議員。
- 国場幸之助 - 孫。衆議院議員。
- 国場幸一郎 - 甥。元・國場組会長、ザ・テラスホテルズ最高顧問、沖縄日中友好協会会長。

参考項目
みなと村 > 那覇港湾作業隊
沖縄の米軍基地 > 那覇港湾施設
外部リンク
- 國場幸太郎記念館
- 旧国場家